# Kriegstagebuch einer jungen Nationalsozialistin
Das Kriegstagebuch einer jungen Nationalsozialistin ist ein Tagebuch, das die junge Münchner Nationalsozialistin Wolfhilde von König (1925–1993) während des Zweiten Weltkriegs von 1939 bis 1946 führte. Veröffentlicht wurde es zuerst 2014 in Bloomington/USA in englischer Übersetzung unter dem Titel Wolfhilde's Hitler Youth Diary 1939–1946. Im Rahmen des Projektes Das Private im Nationalsozialismus des Instituts für Zeitgeschichte München-Berlin wurde das Tagebuch 2015 in der Ursprungssprache Deutsch mit ausführlichem wissenschaftlichem Kommentar unter dem Titel Kriegstagebuch einer jungen Nationalsozialistin. Die Aufzeichnungen Wolfhilde von Königs 1939–1946 herausgegeben.

## Das Kriegstagebuch der Wolfhilde von König
Wolfhilde von König begann ihr Tagebuch am 22. August 1939, neun Tage vor dem deutschen Überfall auf Polen, in München, der Hauptstadt der Bewegung. Es endet mit dem 8. November 1946, dem 21. Geburtstag der Autorin, umfasst also die gesamte Dauer des Zweiten Weltkriegs und anderthalb Jahre darüber hinaus. Die Handschrift besteht aus fünf einzelnen Schriften, von denen die ersten drei für die Jahre 1939/1940, 1941 und 1942 von der Autorin selbst dekorativ gebunden wurden. Für das Jahr 1943 verwendete sie eine gekaufte Kladde, während die Einträge für die Jahre 1944–1946 auf losen Zetteln vorgenommen wurden.
Das von dem Münchner BDM-Mädchen im Alter von 13 Jahren begonnene Kriegstagebuch gibt in 634 Eintragungen einen umfassenden Eindruck und Überblick der Kriegsereignisse aus der unmittelbaren Sicht einer heranwachsenden Jugendlichen, insbesondere der Lebensumstände und des Arbeitseinsatzes der Hitlerjugend, beziehungsweise der Mädchen im BDM. Es erzählt, immer unter nationalsozialistischer Indoktrination, sowohl von persönlichen Dingen als auch internationalen Kriegsbegebenheiten, wie sie parallel in Rundfunk und Zeitung begleitet wurden. Von den Hintergründen des Überfalls auf Polen wusste sie nichts zu berichten.
Jedem Jahr ist ein Motto vorausgestellt. Das erste Heft beginnt mit einem Hitler-Zitat: „Was immer auch kommen mag, das Deutsche Reich, so wie es heute steht, wird niemand mehr zerschlagen und niemand mehr zerreißen können!“ Die Jahre sind jeweils durch weitere Zitate überschrieben, 1941 und 1942 von Hitler, 1940 und 1943 von Hermann Göring. Der Leitspruch für die Einzeichnungen des Jahres 1944 lautet: „Unser einziges Gebet an den Herrgott soll nicht sein, dass er uns den Sieg schenkt, sondern dass er uns gerecht abwägen möge in unserem Mut, unserer Tapferkeit, unserem Fleiß und nach unseren Opfern. Adolf Hitler“. Das Jahr 1945 ist mit einem Wort der DRK-Oberschwester Hermine Stolz überschrieben, die laut Eintragung vom 19. März 1945 im Lazarett bei einem Angriff starb.
Das Kriegstagebuch, in Sütterlinschrift verfasst, ist vor allem in den drei ersten Heften mit zahlreichen Privat- und Pressefotos der Nazi- und Kriegsjahre ausgestattet. Diese wurden von den Herausgebern der amerikanischen Ausgabe alle erfasst, nummeriert und bezeichnet. Der amerikanische Druck von 2014, der bis zur Seite 39 mit Texten der Herausgeber versehen ist, enthält diese aber nicht, dafür sind viele Familienfotos eingefügt. Die deutsche Neuausgabe von 2015 enthält demgegenüber viele der originalen Fotoseiten, dazu von den weggelassenen die Titel an den entsprechenden Tagebuchseiten. Zusätzlich zu der ausführlichen Einleitung kommentieren fast 600 wissenschaftliche Einzelanmerkungen die von der Schreiberin angesprochenen historischen Ereignisse, dazu gibt es ein Quellen- und Literaturverzeichnis sowie Personenregister und Glossar.

## Die Verfasserin und ihr Umfeld
Wolfhilde schloss sich 1936 mit zehn Jahren noch vor der gesetzlichen Verpflichtung dem der HJ (Hitlerjugend) angegliederten BDM (Bund Deutscher Mädel) an, zunächst als JM (Jungmädel) bis 14 Jahre, danach im BDM bis zum Alter von 18 Jahren. Sofort nach Kriegsbeginn, am 4. September 1939, bestand der erste Arbeitseinsatz der 13-Jährigen darin, für den Brandschutz Sandsäcke mit Isarsand zu füllen.
Die als JM im BDM geleistete Arbeit neben ihrer Schule absolvierte sie, wie sie immer wieder betont, mit großer Freude und Einsatzbereitschaft. Am 19. April 1940, einen Tag vor „Führers Geburtstag“, erhielt Wolfhilde von König als 14-Jährige das Rangabzeichen der Jungmädelschaftsführerin: eine rot-weiße Schnur am Halstuchknoten. Anfang November 1940 wurde sie als JM-Scharführerin aktiv, diese Beförderung wurde am 9. November 1941 am Theresienhof (Theresienwiese) bei einer Feier für insgesamt 93 Führerinnen durch „grüne Schnüre“ bestätigt, danach folgte die jährliche Ehrung der Gefallenen.
Ihr Hauptbeschäftigungsort war ihre Heimatstadt München, wo sie die Schule bis zum Abitur besuchte und häufig „ihren geliebten Führer“ Adolf Hitler aus der Nähe erlebte. Unter dem Eindruck der Luftangriffe auf diese Stadt notiert sie einmal in ihrem Tagebuch die Bombardierung des Domes und der „schönsten Renaissancekirche der Welt“, der Michaelskirche. Ihre Münchener Einsätze nach Bombenangriffen waren für sie besonders belastend. Neben zwischenzeitlicher Arbeit in einer Fabrik, wo die Mädels den Arbeiterinnen halfen, damit diese bezahlten Urlaub haben konnten, meldete sie sich zum Gesundheitsdienst und wurde in der Kranken- und Verwundetenpflege aktiv. Im Jahr 1944 wurde sie in verschiedenen Orten in den Alpen eingesetzt, unter anderem im Hilfskrankenhaus in Berchtesgaden. Sie lernte Spritzen zu geben und übernahm andere schwierige Aufgaben.

### Kultur
Am 1. Advent 1940 beschreibt die 14-jährige Tagebuchschreiberin das 50. Wunschkonzert für die Wehrmacht in Anwesenheit der „hohen Generalität, Dr. Goebbels und des diplomatischen Korps“, bei der „hervorragende Künstler“ wie Marika Rökk, Rosita Serrano, Zarah Leander sowie „italienische und japanische Künstler“ auftraten, deren Namen nicht notiert sind.
Musikalische Aktivität entfalteten die Mädchen selbst im Gesang, der einerseits das Zusammengehörigkeitsgefühl bei den Aufmärschen stärken sollte, alle ihre Arbeiten begleitete, aber auch bei Konzerten oder Festtagen aus anspruchsvollen Chören bestand (Bach, Gluck, Haydn). Am 14. Dezember 1941 gab es ein Konzert im Münchener Odeon vor „ausverkauftem Haus“, wo sie, begleitet von Bläsern der Münchner Staatsoper, mit großem Erfolg aus der Schöpfung von Joseph Haydn und Anderes sangen. Häufige Teilnahme der Gruppen an Theaterbesuchen zeigen, wie intensiv der kulturelle Bereich in die gesamte „Erziehung im Nationalsozialismus“ integriert wurde, meist durch den „Hitler-Theaterring“, aber auch durch Aufführungen städtischer Bühnen. Geboten wurden Stücke mit klassischem Anspruch wie Iphigenie auf Tauris (Goethe), Wilhelm Tell (Schiller), oder – am 16. Dezember 1940 –  Friedrich Hebbels Die Nibelungen, ihr Leben und Sterben und Anderes.

### (Fast) Privates
Der Stil Wolfhildes ist sehr diszipliniert, „Jungmädchengefühle“ sind höchstens zu erahnen; der Teenager schreibt sehr gefasst, fast kühl mit großem Ernst und immer bedacht, allen Ereignissen gerecht zu werden und alle übergeordnete Personen mit ehrlichem Lob zu bedenken. Persönliche Ereignisse kommen dagegen kaum vor. So notierte sie während eines mehrwöchigen Aufenthalts in Innsbruck mit Mutter und Bruder im Sommer 1940 vor allem wohl aus der Zeitung entnommene Berichte über den Kriegsfortgang und die Treffen des „Führers“ mit ausländischen Politikern. Nur die Genesung der Mutter nach einem Krankenhausaufenthalt nimmt etwas mehr Raum ein. Erst im Zusammenhang mit der Abreise erwähnt sie die von ihr besuchten „Heimabend[e] der Rumer Mädel“. Ausführlicher schildert sie dagegen Arbeitseinsätze, u. a.  in einem Kinderlandverschickungslager in Bad Reichenhall, und einen Ausbildungskurs des Gesundheitsdienstes in Bad Wiessee in den Sommerferien 1942. Einmal, am 8. November 1941, berichtet sie kurz von dem Vergnügen, das ihre erste Tanzstunde ihr bereitete. Da sie keine Zeit hätte, Näheres zu beschreiben, stellt sie das für später in Aussicht, was aber unterblieb. Dieses Thema wurde – nur dieses eine Mal – um „1/2 1 h morgens“ angesprochen. Oft schreibt sie aus Pflichtgefühl, auch wenn sie „hundemüde“ ist.
Dagegen beschreibt sie regelmäßig mit Hingabe die Weihnachtsfeiern sowohl in der Familie, als auch in ihren Gruppen, die während des sogenannten Dritten Reichs als nationalsozialistischer Weihnachtskult inszeniert wurden. Auf dem im Tagebuch eingefügten Christbaumbild von 1933 ist auf der Spielburg ihres Bruders Manü die Hakenkreuzfahne befestigt. Die christliche Weihnachtsmesse um Mitternacht am Heiligabend wird 1939 letztmals erwähnt. 1942 ist dann von Weihnachten als „das deutscheste aller Feste“ die Rede und die Familie lauscht der „Weihnachtsringsendung“. Jedes Jahr zu Weihnachten erzählt sie von ihren Handarbeiten und dem Anfertigen von Spielsachen für die Kinder; insbesondere, als die Spielwarenindustrie wegen Kriegsereignissen zum Erliegen kam: Puppenkleider, Stofftiere, Weihnachtsschmuck, deren Erlös dem Winterhilfswerk zugutekam. Ihr besonderes handwerkliches und manuelles Geschick dazu ist heute noch an der eigenhändigen Bindung der ersten Teile ihres Tagebuches zu erkennen, deren letzte ungebunden blieben.
Immer wieder sorgt sie sich im Tagebuch um Familie und Freunde, besonders um ihren Bruder Emanuel, den „Hitlerjungen“, genannt Manü. Der etwas jüngere Bruder war 16-jährig im Volkssturm als LWH („Luftwaffenhelfer“) eingezogen worden. Er selbst beschreibt das nachträglich in einer von den Herausgebern der amerikanischen Ausgabe dem Tagebuch angefügten Ergänzung: Supplement to the Diary 1939–1946 by Emanuel Von König, as recalled in 2005.
Der Tod einer Klassenkameradin im Sommer 1942 bedrückt sie. Die ganze Klasse besucht die Beisetzung und die Seelmesse.  „Eines Tages werden wir uns wiedersehen“, zitiert sie den Abschiedsbrief der nach schwerer Krankheit Verstorbenen. Die Mutter „nimmt [es] als Willen Gottes auf, das wird ihr ein wenig Trost bringen“, ist der einzige Eintrag, der Bezug zur Religion nimmt.

### Stellung zum Nationalsozialismus
Der Schreibstil, in dem sie über die Kriegsereignisse berichtet, spiegelt die NS-Propaganda in Rundfunk und Zeitungen. Gleich ihre ersten Einträge zum Kriegsbeginn klingen nach wortgetreuer Propaganda:

„Die Entscheidung ist gefallen. Der Führer hat sein Volk zu den Waffen gerufen um deutsches Land, um die Heimat zu schützen und gegen seine Gegner zu verteidigen. Der Führer sprach im Waffenrock. In seiner grossen historischen Rede sagte er: „Die deutsche Jugend wird die ihr gestellten Aufgaben freudigen Herzens lösen. Diese Worte machen uns stolz und zuversichtlich für die kommende Zeit“.“

Mit 17 Jahren trat Wolfhilde von König in die NSDAP ein, aus Begeisterung für die Sache Hitlers, wie ihrem Tagebuch zu entnehmen ist. Diese Begeisterung zieht sich durch das gesamte Buch und zeigt sich auch in der Freude über Hitler-Bilder und Propagandaschriften als Weihnachts- oder Geburtstagsgeschenk und ein „Autogramm von Generaloberst Dietl“.
Gegen Ende des Tagebuches schildert sie die von ihr miterlebten Luftangriffe auf München. Ihre Arbeitseinsätze dabei, unter trostlosen Verhältnissen, wurden mit Medienpropaganda begleitet, deren Verinnerlichung Wolfhildes Schreibstil deutlich werden lässt. Am 23. Oktober 1944, bei erneutem Fliegeralarm, als die Alliierten bereits nahezu alle besetzten Gebiete zurückerobert, im Westen bereits Aachen eingenommen hatten, ist im Tagebuch zu lesen:
„An allen Fronten halten wir den Feind auf, er will uns aber mit allen Mitteln zwingen, zu kapitulieren, daher der verstärkte Bombenkrieg. Wir werden durchhalten, weil wir müssen.“ Noch am 1. April 1945 (Ostern), nachdem „die Russen in Wiener Neustadt eingedrungen“, heißt es: „Man sieht kein Halten und Bezwingen. Und das Herz sagt uns: durchhalten. Es ist schwer, gegen die Miesmacher anzukämpfen […].“
Selbst bei Kriegsende ist sie noch eine gläubige Nationalsozialistin. Angesichts des bevorstehenden Einmarsch der Amerikaner in München kommentiert sie, dass „die Besatzungszeit eine heilsame Lehre“ sein könne, durch die sich die Zweifelnden „vielleicht eher auf ihr Deutschtum besinnen und merken, daß der Amerikaner doch nicht so human ist, wie sie heute noch glauben“. Den Krankenhausdienst beendet sie, als das Schwabinger Krankenhaus zum „Ausländerkrankenhaus“ wird, denn „Jüdinnen und Ukrainerinnen zu pflegen, habe ich wirklich keine Lust.“ Im April 1946, als sie sich zum Schutträumen der Kriegstrümmer meldete, schreibt sie, sie täte das „nicht freiwillig, aber sonst darf ich als ‚Nazi‘ nicht mehr weiterstudieren“.  Im Anschluss daran notiert sie: „Jeder Parteigänger bekommt eine Gerichtsverhandlung, seine Sühne in Geldstrafen oder persönlicher Haft“. Zum Thema „Entnazifizierung“ in dieser Passage des Tagebuchs kommentiert der Herausgeber mit Literaturbelegen, Wolfhilde sei unter die Jugendamnestie gefallen. Das beigegebene Foto von 1946, Abb. 21, zeigt Studentinnen beim Schutträumen innerhalb der zerstörten Gemäuer der Ludwig-Maximilians-Universität München.
Über die Münchner Widerstandsgruppe Weiße Rose und die Geschwister Scholl sowie die Verhandlungen darüber im April 1946 ist im Tagebuch nichts zu finden, obwohl die Autorin über das Kriegsende hinaus noch bis November 1946 weiterschrieb, wobei sie das Hin- und Her am Beginn ihres Medizinstudiums unter desolaten Umständen behandelt. Die Urteilsvollstreckung vom 16. Oktober 1946 im Nürnberger Prozess gegen die Hauptkriegsverbrecher erwähnt sie kurz und emotionslos vier Tage später. Es ist ihr vorletzter Eintrag.

## Bedeutung
„[…] die vollständig überlieferten Aufzeichnungen Wolfhilde von Königs [sind] ein eindrucksvolles und seltenes Zeitdokument“, so beurteilen Herausgeber und Verlag das Kriegstagebuch. Einer der Gründe dafür wird mit der Unmittelbarkeit der Niederschrift der Sicht einer begeisterten jugendlichen Anhängerin Hitlers angegeben, die nicht erst nach Kriegsende als Erinnerungen zu Papier kam, in denen sich die Erlebnisse unter neuen Gesichtspunkten darstellen könnten. Der Grad und die Art und Weise der Indoktrination nationalsozialistischer Ideen mit allen Verstrickungen bei einem „gläubigen“ jungen Mädchen werden dabei sichtbar. Auch decken nur wenige der bisher erschienenen Kriegsaufzeichnungen von Mädchen und Frauen die gesamte Kriegszeit ab, wie bei Wolfhilde von Königs Tagebuch.
Die wissenschaftliche Begleitung der Tagebucheinträge in den Anmerkungen trägt zur Bedeutung der deutschen Edition bei. Aufschlussreich sind dort ebenso die Eintragungen und Herausgeberkommentare zu den anderthalb Jahren nach dem Krieg. Ein Beispiel: Wolfhilde von Königs Zulassung zum Medizinstudium nach vorheriger Ablehnung kommentiert der Herausgeber mit folgenden Fakten, die er mit Literatur belegt: „Frauen“ sollten „nur 10 % der Studierenden ausmachen“, da der Frauenanteil im Krieg stark gestiegen war und nun die Kriegsheimkehrer und Kriegsversehrten bevorzugt werden sollten. Dies wurde 1946 dahingehend berichtigt, dass alle Bewerberinnen angenommen wurden, die nicht aus politischen Gründen abgewiesen worden waren.

## Autorin und Familie
Wolfhilde Oktavia Emma Elisabeth König von Paumbshausen (genannt von König, * 8. November 1925; † 16. November 1993) war die Tochter des Ludwig von König (1894–1968), Kriegsteilnehmer im Ersten Weltkrieg und Beamter beim Bayerischen Landesvermessungsamt. Er war Mitglied im Reichsbund der deutschen Beamten, im Volksbund für das Deutschtum im Ausland und ab 1935 in der Nationalsozialistischen Volkswohlfahrt, aber nicht in der NSDAP. Er wurde am 28. August 1939 eingezogen und kehrte im August 1945 aus der Kriegsgefangenschaft zurück. Ihre Mutter Elise (1897–1991) stammte aus Belgien. Die Eltern hatten 1922 geheiratet. Wolfhilde hatte einen anderthalb Jahre jüngeren Bruder Emanuel (Manü), den sie im Tagebuch am häufigsten von ihren engen Verwandten erwähnt. Er kehrte 1946 aus sowjetischer Kriegsgefangenschaft zurück, holte sein Abitur nach und zog 1950 mit einem Fulbright-Stipendium in USA, wohin er 1952 endgültig auswanderte.
Die Familie war katholisch. Ihre Wohnung in der Thierschstraße 36 lag gegenüber der Thierschstraße 41, wo Hitler bis 1929 als Untermieter wohnte, was im Tagebuch jedoch nie erwähnt wird.
Wolfhilde von König besuchte die Oberschule für Mädchen am St. Annaplatz, wo sie 1944 Abitur machte. Nach dem Krieg studierte sie an der Ludwig-Maximilians-Universität Medizin (Dr. med. 1952 oder 1951). Als praktizierende Fachärztin für Anästhesie war sie zuletzt Chef-Anästhesistin an der Maria-Theresia-Klinik in München. Sie ist auf Münchens Ostfriedhof begraben.

## Provenienz und Erstausgabe
Das Tagebuch wurde 2009 im Nachlass ihres jüngeren Bruders Emanuel von König in USA gefunden.
Die erste Ausgabe des Tagebuchs erschien in USA. Beide Ausgaben, die englische (2014) wie die deutsche (2015), geben Informationen über die Familie von König; die deutsche Ausgabe wertet die familiären Informationen über die Münchner Familie in Bezug auf die nationalsozialistische Thematik im Kapitel Wolfhilde von König und ihre Familie wissenschaftlich aus.
Bereits fünf Jahre nach Auffinden des Tagebuchs stellten die Deutsch-Amerikanerin Hedwig Hamer und ihre Tochter Monika Trujillo mit der amerikanischen Erstveröffentlichung Wolfhilde's Hitler Youth Diary 1939–1946 die Erstübertragung der Handschrift fertig. Nur dieser Ausgabe sind einige Seiten von Wolfhildes Bruder Manü (1927–2009) beigegeben, die er bald nach dem Krieg verfasst hat. Er erzählt darin seinerseits von eigenen Erfahrungen in der Hitlerjugend und von seiner Zeit (April 1945 bis Juni 1946) als russischer Kriegsgefangener.

## Ausgaben
Englisch (Erstausgabe):
- Wolfhilde Von Koenig: Wolfhilde's Hitler Youth Diary 1939–1946. Translated by Hedwig Hamer und Monika Trujillo. iUniverse, Bloomington 2014, ISBN 978-1-4759-6855-2 (sc), ISBN 978-1-4759-6854-5 (hc), ISBN 978-1-4759-6856-9 (ebk).

Deutsch:
- Sven Keller (Hrsg.): Kriegstagebuch einer jungen Nationalsozialistin. Die Aufzeichnungen Wolfhilde von Königs 1939–1946. (Eine Publikation des Instituts für Zeitgeschichte München-Berlin. Schriftenreihe der Vierteljahrshefte für Zeitgeschichte). De Gruyter Oldenbourg, Berlin/Boston 2015, ISBN 978-3-11-040485-2 (Volltext)